# Elfar Freyr Helgason
Elfar Helgason Helgason (27 luglio 1989) è un calciatore islandese, difensore del Valur.

## Carriera

### Club
Dal 2008 è al Breidablik di Kopavogur con cui nel 2009 ha vinto la coppa d'Islanda e nel 2010 il campionato islandese giocando da difensore centrale. Nell'estate del 2011 si trasferisce in Grecia all'AEK Atene.

### Nazionale
Con la Nazionale islandese Under-21 ha finora marcato 2 presenze senza segnare reti.

## Palmarès
- Campionato islandese: 1

Breiðablik: 2010
- Coppa d'Islanda: 1

Breiðablikik: 2009